# Four & More
Four & More è un album live di Miles Davis, registrato a New York il 12 febbraio 1964 (insieme all'altro album live My Funny Valentine). I due album sono stati pubblicati nel 1992 anche come doppio live con il titolo The Complete New York Concert 1964, mantenendo i rispettivi titoli delle loro uscite singole.
La registrazione venne effettuata in occasione del concerto di beneficenza per l'iscrizione dell'elettorato di colore in Louisiana e Mississippi, nella ricorrenza della nascita di Abramo Lincoln.

## Tracce
1. So What – 9:11
2. Walkin' – 8:08
3. Joshua – 9:31
4. Go-Go (Theme & Announcement) – 1:43
5. Four – 6:28
6. Seven Steps to Heaven – 7:46
7. There is No Greater Love – 10:03
8. Go-Go (Theme & Announcement) – 1:21

## Formazione
- Miles Davis - tromba
- George Coleman - sax tenore
- Herbie Hancock - piano
- Ron Carter - basso
- Tony Williams - batteria